# Port lotniczy Fez
Port lotniczy Fez – międzynarodowy port lotniczy położony w pobliżu Fezu w Maroku.

## Linie lotnicze i połączenia
| Linia lotnicza          | Kierunek |
| ----------------------- | --- |
| Air Arabia Maroc        | 1. Agadir 2. Amsterdam 3. Barcelona 4. Bordeaux 5. Bruksela 6. Stambuł 7. Lyon 8. Marrakesz 9. Marsylia 10. Montpellier 11. Paryż-Charles de Gaulle 12. Strasburg 13. Tuluza 14. Weeze Sezonowo: 1. Nicea |
| Binter Canarias         | Sezonowo: 1. Gran Canaria |
| Corendon Airlines       | Sezonowo: 1. Düsseldorf (od 23 czerwca 2024) |
| Eurowings               | Sezonowo: 1. Kolonia/Bonn (od 13 lipca 2024) |
| Royal Air Maroc         | 1. Paryż-Orly |
| Royal Air Maroc Express | 1. Casablanca |
| Ryanair                 | 1. Agadir 2. Barcelona 3. Paryż-Beauvais 4. Mediolan-Bergamo 5. Bolonia 6. Bordeaux 7. Bruksela-Charleroi 8. Clermont-Ferrand 9. Dole 10. Eindhoven 11. Frankfurt-Hahn 12. Karlsruhe/Baden-Baden 13. Londyn-Stansted 14. Madryt 15. Malaga 16. Marrakesz 17. Marsylia 18. Nantes 19. Nîmes 20. Palma de Mallorca 21. Rzym-Ciampino 22. Tuluza 23. Weeze 24. Saragossa (od 3 kwietnia 2024) Sezonowo: 1. Alicante 2. Walencja |
| Transavia.com           | 1. Lyon (od 12 kwietnia 2024) 2. Paryż-Orly 3. Rotterdam |
| TUI fly Belgium         | 1. Bruksela |